# Kimia Alizadeh
Kimia Alizadeh Zonouzi (em persa: کیمیا علیزاده زنوزی; escutarⓘ) (10 de julho de 1998) é uma taekwondista iraniano-búlgara, medalhista olímpica.

## Carreira
Kimia Alizadeh competiu na Rio 2016, na qual conquistou a medalha de bronze, na categoria até 57 kg..
É a primeira mulher que ganha uma medalha olímpica pelo Irã. Em Janeiro de 2020, Alizadeh, anunciou nas redes sociais que havia deixado o Irão porque não queria fazer parte da "hipocrisia, mentiras, injustiça e bajulação". Ela descreveu-se como "uma das milhões de mulheres oprimidas no Irã". Afirmou que que as autoridades da república islâmica tinham usado o seu sucesso como uma ferramenta de propaganda e a tinham humilhado.
Em 10 de janeiro de 2020, Alizadeh anunciou que estava desertando e deixando seu país natal, com duras críticas ao regime do Irã. Ela não competiu pelo Irã nas Olimpíadas de Verão de 2020 e considerou competir pela Alemanha, mas acabou competindo na equipe de refugiados.
Ela escreveu uma publicação no Instagram explicando que estava desertando por causa da restrição das mulheres no Irã, chamando a si mesma de "uma das milhões de mulheres oprimidas no Irã com quem [os governantes do Irã] têm brincado por anos". "Eles me levaram para onde queriam. Eu usava o que eles diziam. Cada frase que eles me mandavam dizer, eu repetia. Sempre que achavam adequado, eles me exploravam", ela escreveu, acrescentando que o crédito sempre ia para os responsáveis. Ela escreveu ainda que "não queria mais sentar à mesa da hipocrisia, mentiras, injustiça e bajulação", nem permanecer cúmplice da "corrupção e mentiras" do regime.
Em 2024, ela recebeu sua cidadania búlgara antes de ganhar o ouro no Campeonato Europeu de Taekwondo de 2024 e representar a Bulgária nas Olimpíadas de Verão de 2024, onde ganhou o bronze.

## Reconhecimento
É uma das 100 Mulheres da lista da BBC de 2019.